# Eberhard von Hofsten
Bengt Erland Eberhard von Hofsten, född den 18 januari 1850 i Linde socken, Örebro län, död den 1 maj 1905 i Uppsala, var en svensk militär.
von Hofsten blev underlöjtnant vid Närkes regemente 1869, löjtnant där 1876, vid Generalstaben 1880, kapten där 1883 och i regementet 1886. Han var extra lärare och förste lärare vid Krigsskolan 1881–1886, adjutant hos chefen för Lantförsvarsdepartementet 1888–1890, stabschef vid 1. arméfördelningen 1890–1893 samt souschef vid Lantförsvarsdepartementets kommandoexpedition 1893–1895. von Hofsten befordrades till major vid Generalstaben 1891, till överstelöjtnant i armén 1895, vid Livregementet till fot samma år, vid Generalstaben 1897, och till överste i armén 1898. Han blev chef för Lantförsvarsdepartementets kommandoexpedition 1897 samt överste och chef för Upplands regemente 1899. von Hofsten invaldes som ledamot av Krigsvetenskapsakademien 1894. Han blev riddare av Svärdsorden 1890 och kommendör av andra klassen av samma orden 1901.